# Zlati vojvoda
Zlati vojvoda (bulgariska: Злати войвода) är ett distrikt i Bulgarien.   Det ligger i kommunen Obsjtina Sliven och regionen Sliven, i den centrala delen av landet, 230 km öster om huvudstaden Sofia.
Trakten runt Zlati vojvoda består till största delen av jordbruksmark. Runt Zlati vojvoda är det ganska tätbefolkat, med 96 invånare per kvadratkilometer.